# Крис-нож
Крис-нож је традиционално оружје у Фремена, народа из серијала Дина, Френка Херберта, о пустињској планети Дини. Прави се од зуба великог пешчаног Црва Дине, када овај угине. Сам нож неће дуго трајати одвојен од свог господара, то јест Фремена којем је додељен. Наиме, нож почиње да се осипа и круни, и после извесног времена постаје неупотребљив. „Нека се твој нож поломи и скрха!“, поклич је Фремена пре него што се упусте у двобој прса у прса са непријатељем.